# Steinhaus (Valais)
Pour les articles homonymes, voir Steinhaus.
Steinhaus  est une localité et ancienne commune suisse du canton du Valais, située dans le district de Conches.
Steinhaus est rattachée, le 1er octobre 2004, avec Ausserbinn et Mühlebach à la commune de Ernen. Elle a porté le numéro OFS 6070.

## Géographie
La localité se situe sur la rive gauche du Rhône, sur un petit promontoire formé par le Rufibach (ruisseau), à 2,7 km au nord-est d'Ernen et à 22 km au nord-ouest de la gare de Brigue.
L'ancienne commune comprenait les hameaux aujourd'hui abandonnés de Hofstette, Rufine, Rufibord et Richelsmatt.
Les montagnes qui l'adossent privent la localité de soleil une partie de l'hiver.

## Population et société

### Surnom
Les habitants de la localité sont surnommés d'Lynige, soit les tisseurs de lin en dialecte haut-valaisan.

### Démographie
La commune compte 79 habitants en 1829, 97 en 1850, 86 en 1900, 87 en 1950 et 33 en 2000.